# Aire marine nationale de conservation du Lac-Supérieur
Ne doit pas être confondu avec Parc provincial du Lac-Supérieur.
L’aire marine nationale de conservation du Lac-Supérieur est une aire marine nationale de conservation qui protège le Nord-Ouest du lac Supérieur. Cette aire protégée de 10 000 km2 et est à ce jour[Quand ?] la plus grande aire marine protégée du Canada.
Elle a été créée le 24 juin 2015.